# Калмашка (приток Шильны)
Калмашка — река в России, протекает по Татарстану. Устье реки находится в 29 км по правому берегу реки Шильна. Длина реки составляет 14 км, площадь водосборного бассейна 43,5 км².

## Данные водного реестра
По данным государственного водного реестра России относится к Камскому бассейновому округу, водохозяйственный участок реки — Ик от истока и до устья, речной подбассейн реки — бассейны притоков Камы до впадения Белой. Речной бассейн реки — Кама.
Код объекта в государственном водном реестре — 10010101312111100029043.